# Meerkeuzevraag
Een meerkeuzevraag, multiplechoicevraag of kortweg MC-vraag genoemd, is een vraag waarbij uit een beperkt aantal gegeven antwoorden kan worden gekozen.

## Vorm en gebruik

### Vorm
Naar de vorm is de meerkeuzevraag dus een voorbeeld van een gesloten vraagstelling, waarbij de respondent slechts kan kiezen uit een beperkt aantal antwoorden. Dit in tegenstelling tot een open vraag, waarbij de respondent in principe vrij wordt gelaten in zijn antwoord. 
Niet iedere gesloten vraag wordt in de praktijk als meerkeuzevraag beschouwd.
- Op formulieren wordt achter de naam wel een vakje geplaatst met de beperkte keuzemogelijkheid M/V; weinigen vinden dit een meerkeuzevraag.
- "Ga je naar buiten of blijf je thuis?" is eveneens te beperkt in de keuzemogelijkheden om in de categorie van meerkeuzevragen te vallen.
- Sommige vragen zijn slechts in schijn gesloten. De vraag: "Wil je thee of koffie?" geeft immers de gelegenheid tot het antwoord: "Nou, liever een borrel!"

Naar de vorm bestaat een meerkeuzevraag uit een vast, inleidend gedeelte, de stam genoemd. Daarna volgen een aantal mogelijke antwoorden of aanvullingen, de alternatieven genoemd: uiteraard de correcte versie, en daarnaast één of meer onjuiste, afleiders genoemd. 

### Gebruik
Behalve bij schoolexamens worden meerkeuzetoetsen veelvuldig gebruikt bij andere toetsen, bijvoorbeeld quizzen, rijexamens, maar ook bij psychodiagnostische tests. 
Bij een examen dat bestaat uit meerkeuzevragen wordt bij het bepalen van het eindcijfer een deel van de vragen vaak niet meegerekend, omdat de kandidaat hier de mogelijkheid heeft om het goede antwoord te gokken. Het percentage vragen dat niet meetelt voor het eindcijfer wordt dan gebaseerd op het aantal antwoorden waaruit gekozen kon worden. Indien een examen bijvoorbeeld in totaal bestaat uit 60 meerkeuzevragen met elk 4 mogelijke antwoorden, zullen slechts 45 van de 60 vragen meetellen bij de eindbeoordeling en wordt er voor elke 5 fout beantwoorde vragen een heel punt (op de in Nederland en België gebruikelijke schaal van 1 tot 10) in mindering gebracht. De resterende 15 vragen worden vervolgens hierbij opgeteld om te berekenen hoeveel antwoorden er in totaal goed moeten zijn om dit cijfer te halen. Om een 6 te halen, moeten er in dit geval 27 + 15 = 42 vragen goed zijn beantwoord.
Ook een quiz kan uit meerkeuzevragen bestaan die dan door de deelnemers tegelijk moeten worden beantwoord, waarna na afloop of meteen na het stellen van de vragen de antwoorden worden gecontroleerd en de score per deelnemer kan worden bekendgemaakt.

## Stam
De stam kan op zichzelf een volwaardige vraag vormen, maar kan ook bestaan uit een bewering of deel daarvan, voortgezet in de alternatieven. Er is weinig verschil tussen de volgende twee versies: 
In welke provincie ligt de gemeente Weelde?
a. In Noord-Brabant.
b. In Belgisch Limburg.
c. In Antwerpen.
d. In Nederlands Limburg.
e. Het juiste antwoord is niet gegeven.
De gemeente Weelde ligt in:
a. de provincie Noord-Brabant
b. de Belgische provincie Limburg
c. de provincie Antwerpen
d. de Nederlandse provincie Limburg
e. geen van de genoemde provincies.
De stam kan lang of kort zijn. Zelfs kan hij uit een volledige tekst bestaan, die bijvoorbeeld geïnterpreteerd moet worden, en waarover een aantal sets van beweringen wordt gedaan.
Wel kan van de stam worden gevergd dat hij duidelijk en precies is.
- "De burger heeft geen belang bij het voornemen van de overheid de belastingen niet te verhogen, want:" is geen duidelijke stam. Er staat een dubbele ontkenning in, en die vormt een lastige code die door de respondent moet worden "gekraakt". De zin is ook nodeloos ingewikkeld. Beter zou zijn: "Momenteel is de burger het meest gebaat bij...", waarna in de alternatieven zowel negatieve als positieve acties kunnen worden gegeven.
- "Welke van de volgende beweringen is juist?" is geen precieze stam. De formulering kan als dekmantel dienen voor een set volkomen onvergelijkbare alternatieven, bijvoorbeeld:

a. De aarde is plat.
b. Het journaal is om acht uur.
c. Doorgaand verkeer gaat voor afslaand verkeer.
d. Tapijtschuim tast de ozonlaag aan.
Toch is deze stam wel bruikbaar, mits de alternatieven met zorg worden gekozen.

## Alternatieven
Van meerkeuzevragen wordt wel beweerd dat het antwoord objectief is gegeven, en dat over de juiste oplossing dus geen discussie mogelijk is. De praktijk blijkt weerbarstiger. Over de relatieve merites van de alternatieven blijkt vaak verhitte discussie mogelijk, zeker in gevallen waar het niet louter om feitenkennis gaat, maar om interpretatie. Behoort Beethoven tot de klassieke of tot de romantische periode? Beide visies hebben hun voorvechters. Is de aarde rond of niet rond? Voor beide zienswijzen valt iets te zeggen.
Omdat er in de alternatieven gradaties van juistheid kunnen optreden, luidt de opgave bij een toets soms niet: "Omcirkel het juiste antwoord." maar: "Omcirkel het beste / meest juiste antwoord." 
Om aan dit soort bezwaren tegemoet te komen, wordt soms een pre-test gedaan: de toets wordt in een nulfase voorgelegd aan een proefgroep. Dit is een kostbare en tijdrovende methode, die bovendien alleen mogelijk is als er een proefgroep voorhanden is. Bij kleinschalige toetsen is van deze mogelijkheden geen sprake, en kan een omstreden item slechts achteraf worden geëlimineerd: bij onoverkomelijke onenigheid besluit men, het niet te verdisconteren in de resultaten.

### Aantal
Het aantal alternatieven per vraag heeft grote invloed op de score. Immers, een respondent die zonder nadenken blindelings alternatieven aankruist, heeft een statistisch te berekenen kans op een bepaalde goedscore. Bedraagt het aantal alternatieven x, dan is zijn kans (100 / x) %: bij twee alternatieven ontstaat er dus een blinde goedkans van 50%, bij vier alternatieven van 25%, enzovoort. Uiteraard gaat deze statistische regel niet op voor individuele gevallen: een respondent kan een ongelukkige hand van gokken hebben, of juist een extreem gelukkige, maar naarmate het aantal respondenten toeneemt, zal het totaal van hun kansen neigen naar de uitkomst van de gegeven formule.

### Criteria

#### Statistisch
Om aan het statistische bezwaar tegemoet te komen, bestaat er een drietal oplossingen: aantal, snelheid, kruising of de twijfel-regel.
- Hoe groter het aantal, des te kleiner is de kans dat gokken resultaat oplevert. Hierbij gaat het in de eerste plaats om het aantal alternatieven: hoe groter x is, des te kleiner is 100 / x. Vuistregel is: minstens 4 mogelijke antwoorden geven. Natuurlijk kan een alternatief worden toegevoegd in de zin van "Het juiste antwoord is niet gegeven", maar dat betekent slechts dat het aantal alternatieven met één wordt vermeerderd, en doet aan de eigenlijke statistische kansformule niets af. Het heeft wel tot gevolg dat respondenten minder gaan raden, omdat "misschien staat het juiste antwoord er niet bij", een psychologische rem is op gokken. Het spreekt vanzelf dat de opsteller van de toets dan ook af en toe inderdaad het alternatief "het juiste antwoord is niet gegeven" als correct moet kunnen aanrekenen.

In de tweede plaats gaat het om het aantal gestelde vragen. Over een klein vragental zijn percentages immers slecht te berekenen. Doordat het beantwoorden veel minder tijd van de respondent vraagt dan schrijven van een uitvoerige verhandeling, kan het aantal vragen ook in de praktijk vrij groot zijn.
- Bij sommige soorten toetsen is snelheid een remedie tegen gokgedrag. Dit kan bijvoorbeeld gelden als de respondent geen belang heeft bij hoge, maar eerder bij juiste scores, zoals bij het soort psychologische test waarop hij niet wordt beoordeeld, maar waarin bijvoorbeeld zijn beroepskeuze wordt vergemakkelijkt. Een verhoogde snelheid bevordert dan het associatief reageren, niet het gissen. (Snelheid kan ook een heel andere reden hebben: bij het theoretisch rijexamen wordt daarmee de reactiesnelheid verdisconteerd. De score-eis is hoog omdat het aantal alternatieven klein is.)

- Van kruising is sprake als er een verband is tussen verschillende vragen. Bij persoonlijkheidstests kan bijvoorbeeld een bepaalde karaktertrek of voorkeur herhaalde malen in uiteenlopende bewoordingen worden bevraagd. Daarbij is minder het aantal alternatieven van belang als wel de samenhang tussen de antwoorden op gelijksoortige vragen.

- Soms voert men ook een twijfel-regel in. Men laat dan de respondent toe (maximum) 2 alternatieven aan te duiden, als die twijfelt tussen twee alternatieven. Men geeft dan een "gedeeltelijk juist-score" (bijvoorbeeld een half of 1/3e punt) als bij de twee aangeduide alternatieven zich ook het juiste antwoord bevindt. Uit onderzoek blijkt namelijk dat sommige respondenten (meerderheid jongens) vaker gokken op één juist antwoord, terwijl anderen (voornamelijk meisjes) de vraag dan eerder open laten om niet het risico te lopen fout te gokken, en aldus enigszins benadeeld worden. Een dubbele antwoordmogelijkheid zou dit euvel deels opvangen.

#### Inhoudelijk
Uiteraard dient bij het formuleren van de alternatieven niet alleen rekening te worden gehouden met statistische overwegingen. Inhoudelijke zijn even belangrijk, en stellen hun eigen eisen. Enkele belangrijke zijn: aannemelijkheid en juistheid, gelijkwaardigheid en ordening.
- Dat een (en niet meer dan een) van de alternatieven juist moet zijn, spreekt weliswaar vanzelf, maar vormt, zoals hierboven uiteengezet, soms een lastige opgave. Daarnaast wordt van de afleiders geëist dat zij onjuist zijn, ook bij nadere beschouwing; maar zij dienen wel aannemelijk te zijn. Zo is de linker formulering hieronder beter dan de rechter:

In welke provincie ligt de gemeente Weelde?
a. In Antwerpen.
b. In Belgisch Limburg.
c. In Nederlands Limburg.
d. In Noord-Brabant.
e. Het juiste antwoord is niet gegeven.
In welk land ligt de gemeente Weelde?
a. In België.
b. In Frankrijk.
c. In Japan.
d. In Nederland.
e. In Spanje.
Als de afleiders al te duidelijk een fout antwoord bevatten, gaat het immers niet om de keuze tussen vijf alternatieven, er zijn er drie manifest fout. De woordvorm van "Weelde" beperkt de keuze tot België en Nederland: slechts twee aannemelijke alternatieven.  Men weet dan niet of de respondent echt de leerstof kent, want men heeft hem of haar "de pap in de mond gegeven".
- Ook gelijkwaardigheid is van belang, zowel naar vorm als naar inhoud. De gelijkwaardigheid naar inhoud zou bijvoorbeeld teloorgaan als men in bovenstaand voorbeeld enkele provincies als alternatief opvoerde, maar daarnaast enkele landen.

Gelijkwaardigheid naar vorm houdt in dat in alle alternatieven hetzelfde syntactisch patroon optreedt. Zo is het volgende voorbeeld minder juist:
De gemeente Weelde ligt in:
a. de provincie Noord-Brabant
b. de Belgische provincie Limburg
c. de provincie Antwerpen
d. de Nederlandse provincie Limburg
e. het juiste antwoord is niet gegeven.
Het laatste alternatief past (afgezien van de initiaalfout) niet in dat syntactisch patroon: stam plus alternatief kunnen niet als een lopende zin worden gelezen, hetgeen enerzijds nodeloos afleidt, anderzijds dit alternatief doet opvallen tussen zijn soortgenoten. Daarom is "geen van de genoemde provincies" beter.
Gelijkwaardigheid naar vorm houdt ook in dat de lengten van de alternatieven niet te zeer uiteenlopen. Dit is wel het geval in:
In de tekst staat: "...omdat ik niet inzie waarom ik hier ter verantwoording word geroepen." Dit citaat bevat:
a. een hoofdzin.
b. een hoofdzin en een bijzin.
c. slechts een bijzin.
d. een bijzin die weer is ingebed in een andere bijzin.
e. twee hoofdzinnen.
Alternatief d. is aanmerkelijk langer dan de andere, en is er daardoor niet gelijkwaardig aan. Dit klemt temeer, daar het nog het juiste antwoord is ook; maar het zou in alle gevallen (relatief) te lang zijn.
Idealiter moet deze gelijkwaardigheid in een afzonderlijk vooronderzoek worden gecontroleerd. Dus neemt men de toets af van een controlegroep, dan moet elk van de afleiders ongeveer even vaak worden gekozen. Is zo'n vooronderzoek niet mogelijk, dan kan nog na afloop van de test worden nagegaan in hoeverre de alternatieven gelijkwaardig werden gekozen. Zo nodig kan men dan vragen die niet aan het criterium voldoen alsnog schrappen.
- De ordening van de alternatieven lijkt een onbelangrijke zaak: is het juist niet de willekeur van de afleiders die de respondent tot nadenken dwingt? Hiertegen zijn twee bezwaren aan te voeren.

Over de respondenten is wel gepostuleerd dat zij een zekere voorkeur hebben voor de afleiders c. en d. Of dit waar is, is niet geheel duidelijk, maar een toetsredacteur kán hierin een argument zien om niet te veel juiste antwoorden in de alternatieven c. en d. te plaatsen.
Anderzijds treedt bij toetsredacteuren vaak de neiging op tot "spoorvorming": tijdens de geestelijke inspanning die het vergt om steeds nieuwe vragen en steeds aannemelijke afleiders te bedenken, treedt gemakkelijk een sleur op, waarbij ongemerkt een groot aantal juiste antwoorden voor het laatste alternatief wordt gereserveerd, of juist voor het eerste. Als de redacteur dit al onderkent (hetgeen in de praktijk moeite kost), gaat hij het effect weleens tegen door "hutselen": in het besef dat hij nog maar weinig goede antwoorden onder de c. heeft geplaatst, gaat hij daartoe schielijk over. Dit heeft echter het nadeel dat de juiste antwoorden min of meer gelijkelijk over de vijf (of vier, al naargelang de gekozen vorm) alternatiefposities worden verdeeld. Respondenten zullen dit gedrag spiegelen door te tellen of zij wel even veel a's als b's etc. hebben aangekruist.
Een gelijke verdeling is echter helemaal niet nodig. Er is geen goede reden waarom in een bepaalde toets niet een meerderheid van de juiste antwoorden onder de d. zou mogen vallen. Menselijke factoren kunnen dan ook worden uitgeschakeld als men de alternatieven bijvoorbeeld alfabetisch ordent en zich geen zorgen meer maakt over het juistheidspercentage per positie. Bij willekeurige ordening kan ook de computer goede diensten bewijzen.

## Voor- en nadelen

### Voordelen
De toets is zeer gemakkelijk te verbeteren (corrigeren). Met een "sleutel" die de nummers van de juiste alternatieven bevat, is het aantal juiste antwoorden snel geteld. Er is (behoudens de eerder genoemde interpretatieverschillen en fouten) ook nooit discussie over juist of niet juist, of subjectieve beoordeling van het antwoord. Een computer kan het examen verbeteren – en doet dit vaak ook. Hiervoor dienen de vragen dan vaak op een speciaal antwoordblad te worden beantwoord dat door de computer kan worden uitgelezen. Dit gebeurt bijvoorbeeld bij de Cito-toets die in het basisonderwijs wordt afgenomen en bij de eindexamens van taalvakken in het Voortgezet Onderwijs. Een andere mogelijkheid hiervoor is om de vragen direct via de computer te beantwoorden, al dan niet via internet. Dit kan ook via een telefoon of tablet al dan niet met behulp van een app.
Gezien de zuiver getalsmatige uitslag kan men ook gemakkelijk statistische bewerkingen doen op het antwoordenpatroon van een reeks respondenten. Zo kan men bijvoorbeeld de moeilijkheidsgraad van leerstofonderdelen bepalen, of de moeilijkheid van een vraag.

### Nadelen
Het opstellen van een meerkeuzetoets is zeer tijdrovend.
Men moet de alternatieven (afleiders) idealiter ook - liefst vooraf - toetsen op hun discriminatiewaarde.
Het gevaar bestaat dat respondenten toch "juist" antwoorden door te raden.
Beweerd wordt wel dat men  met meerkeuzevragen alleen de passieve kennis toetst: creatieve antwoorden zouden niet mogelijk zijn. Dit standpunt is omstreden, maar toegegeven moet worden dat een oplossing die niet bij de alternatieven staat, maar toch ook juist kan zijn, niet kan worden gegeven.

### Afweging
Doorgaans wegen de voordelen pas op tegen de nadelen:
- als men grote groepen moet ondervragen/testen, zodat de tijdwinst bij correctie de tijdsinvestering bij de ontwikkeling goedmaakt
- als de kans op een (foutieve) subjectieve beoordeling van de antwoorden anders te groot zou zijn
- als men absoluut een (mathematische) rangorde wil maken van de bekomen uitslagen.
- als men zeer snel na het invullen van de test/toets het resultaat wil (moet) meegeven met de proefpersoon. Bijvoorbeeld als het resultaat op de toets mee beslist of de kandidaat verder mag doorgaan in een sollicitatieprocedure.